# Jaroslav Seifert
Jaroslav Seifert (født 23. september 1901 i Prag, død 10. januar 1986) var en tjekkisk forfatter, der modtog Nobelprisen i litteratur i 1984.
Seifert begyndte at skrive i 1920'erne. Han blev kendt for at forene versteknisk mesterskab med modernistisk fornyelse i sine digte og var en af banebryderne for modernismen i tjekkisk poesi. 

## Politisk engagement
Under 2. verdenskrig, da Böhmen-Mähren var et protektorat under Nazi-Tyskland, skrev han om patriotiske temaer.
Efter kommunisternes kup i 1948 kritiserede han det nye kommunistiske regime. Han var således medunderskriver på Charta 77-manifestet sammen med andre systemkritikere, bl.a. Václav Havel, og fik derefter status som "ikke trykbar" i Tjekkoslovakiet mellem 1977 og 1979. I 1984 fik han tildelt Nobelprisen i litteratur.